# Eunidia pseudodeceptrix
Eunidia pseudodeceptrix är en skalbaggsart som beskrevs av Stefan von Breuning 1957. Eunidia pseudodeceptrix ingår i släktet Eunidia och familjen långhorningar.
Artens utbredningsområde är Zimbabwe. Inga underarter finns listade i Catalogue of Life.